# Stacco da terra

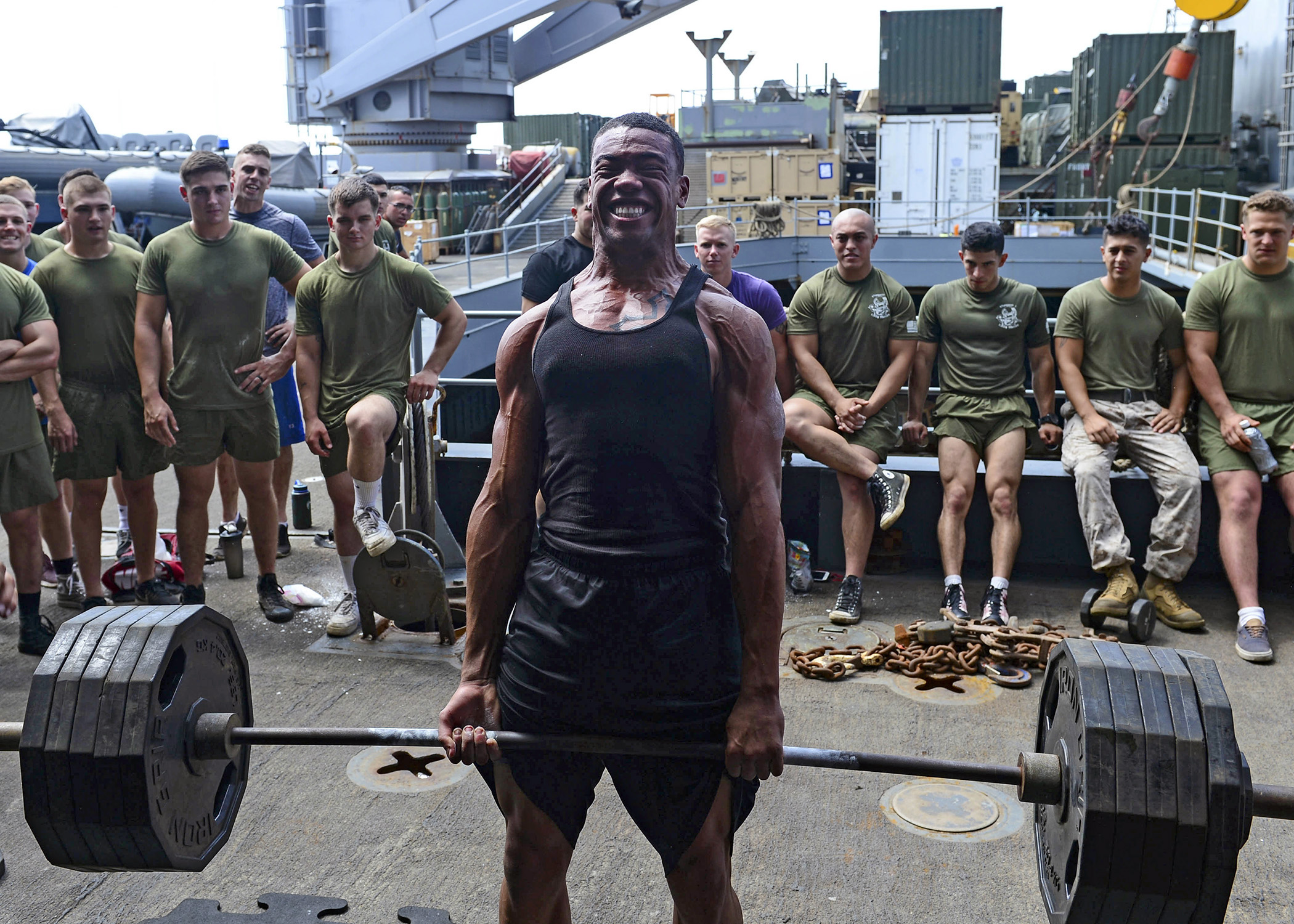
Il marine Kennedy Prescott esegue uno stacco durante una gara di sollevamento a bordo della nave di atterraggio anfibia USS Whidbey Island (LSD 41)

Lo stacco da terra (o deadlift, dal termine inglese) è uno degli esercizi fondamentali che coinvolge lo sviluppo di gran parte dei muscoli del corpo umano.
Insieme a squat e distensioni su panca  è uno degli esercizi componenti del powerlifting.

## Panoramica
La parola deadlift (letteralmente "sollevamento a peso morto") ha questo nome perché avviene un sollevamento di un peso morto, non dotato di energia potenziale, perché giace sul terreno. È uno dei pochi esercizi di sollevamento pesi in cui tutte le ripetizioni iniziano con il peso morto. Ci sono diverse posizioni che si possono adoperare per effettuare lo stacco: il deadlift tradizionale, lo squat e il sumo-deadlift.
Nella maggior parte dei sollevamenti c'è una fase eccentrica (abbassamento del peso) seguita da una fase concentrica (sollevamento del peso). Questi esercizi utilizzano i fianchi e le gambe come matrici principali, però lo stacco da terra può essere considerato anche come esercizio per la schiena.

## Esecuzione

Fasi del deadlift
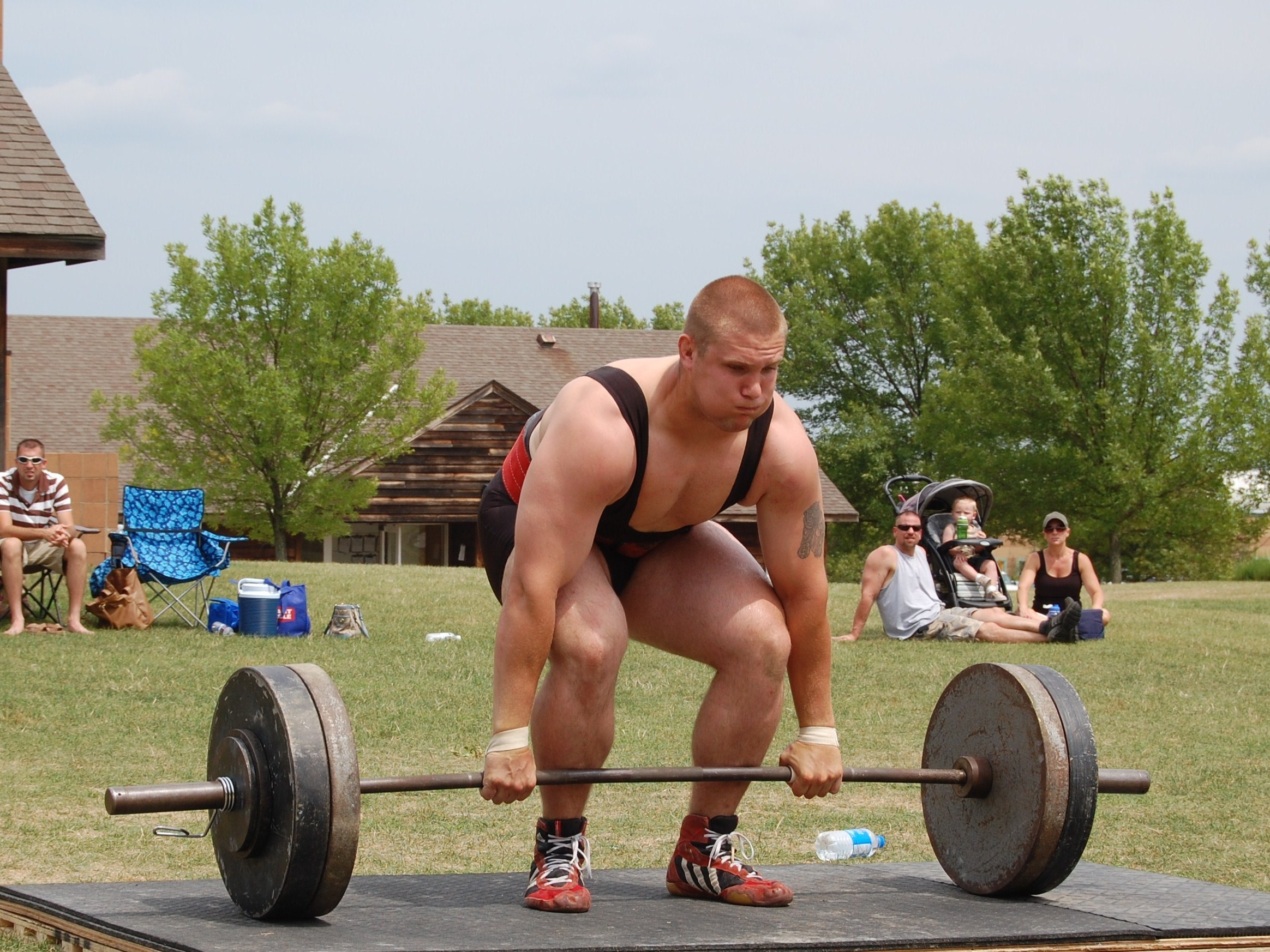
Prima fase
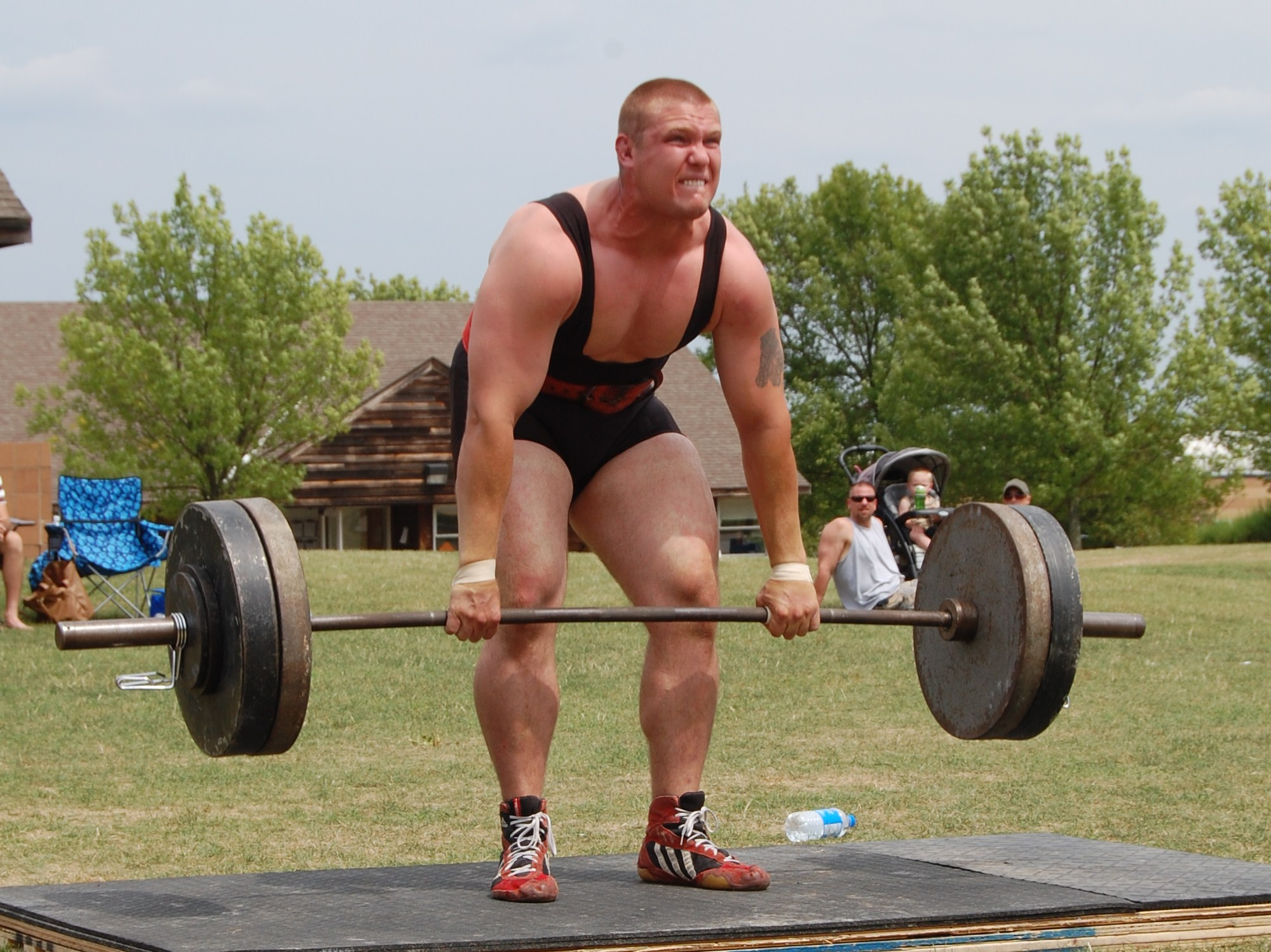
Seconda fase
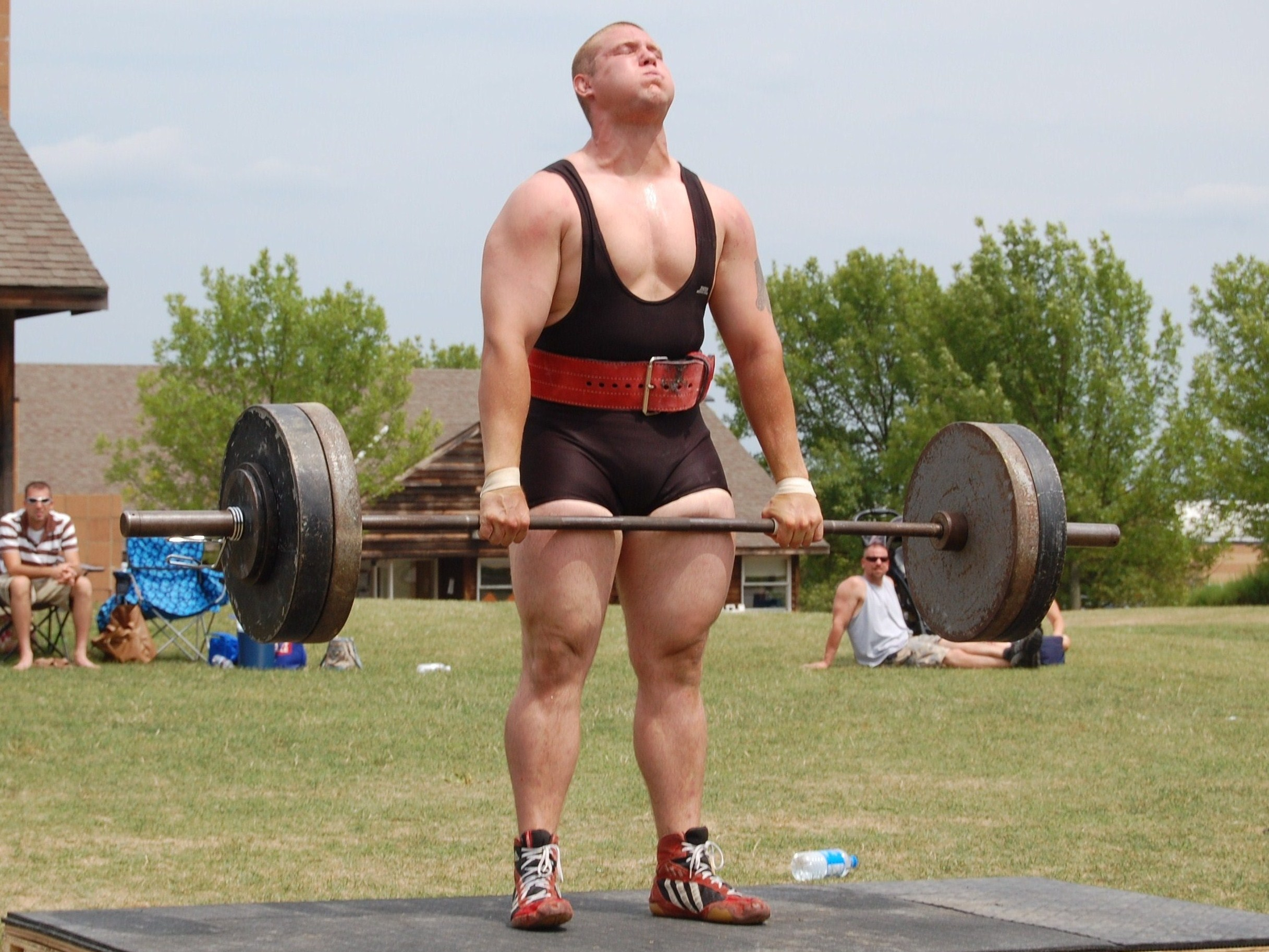
Terza fase

Deadlift tradizionale: Il deadlift può essere suddiviso in tre parti: il posizionamento, il movimento e il blocco.
1. Posizionamento
Quando si esegue uno stacco, il sollevatore si posiziona in una posizione che carica maggiormente il gluteo, il bicipite femorale, il semitendinoso e il semimembranoso mentre i muscoli del contratto lombare lavorano per tenere stabile la colonna vertebrale.
- Ci si posiziona dietro il bilanciere toccandolo o quasi con le gambe.
- Posiziona il peso corporeo sui talloni tenendo i piedi a terra.
- La colonna vertebrale deve rimanere stabile e dritta, facendo attenzione a non superare la punta dei piedi con le ginocchia durante lo stacco.

2. Movimento
Questa fase usa la massima quantità della forza. È considerata la parte più difficile del movimento, a causa della quantità di lavoro necessaria per staccare il bilanciere da terra.
- Mantenere la schiena contratta per mantenere la postura corretta durante il movimento.
- Prendere un respiro diaframmatico profondo e mantenerlo durante il sollevamento del bilanciere, creando così una pressione esterna sul nucleo per stabilizzare ulteriormente il complesso dell'anca lombo-pelvico e il nucleo del movimento.

3. Blocco
La fase finale è la più critica dell'esercizio. Ciò richiede una posizione completamente eretta con una colonna vertebrale neutra e un'estensione dell'anca forzata per impegnare i muscoli della colonna lombare e dell'addome all'unisono con i glutei.
- Finire l'esercizio avvicinando i fianchi al bilanciere e cercando di alzarsi il più possibile.
- Contrarre i glutei e i muscoli addominali è fondamentale per la salute e sicurezza della zona lombare.

Per finire l'esercizio bisogna rieseguire queste fasi all'inverso.

### Errori comuni
Alcuni errori comuni mentre si esegue lo stacco da terra sono:
- Inarcare la schiena: inarcare la schiena sposta il carico nella zona lombare.
- Spalle protratte: permettere alle spalle di avanzare disimpegna il muscolo posteriore che stabilizza la spina dorsale.
- Squattare: le ginocchia sono piegate durante l'esecuzione ma non abbastanza da essere considerate squat.
- Lontananza dalla sbarra: se il carico è troppo in avanti, l'unico modo per afferrarlo è modificare la posizione corretta e di conseguenza svolgere l'esercizio erroneamente.
- Abbassamento del carico: piegare le ginocchia troppo presto mentre si abbassa il carico può esercitare pressione sulla zona lombare. Bisogna piegare le ginocchia solo quando il carico le ha oltrepassate durante la discesa.

### Impugnatura

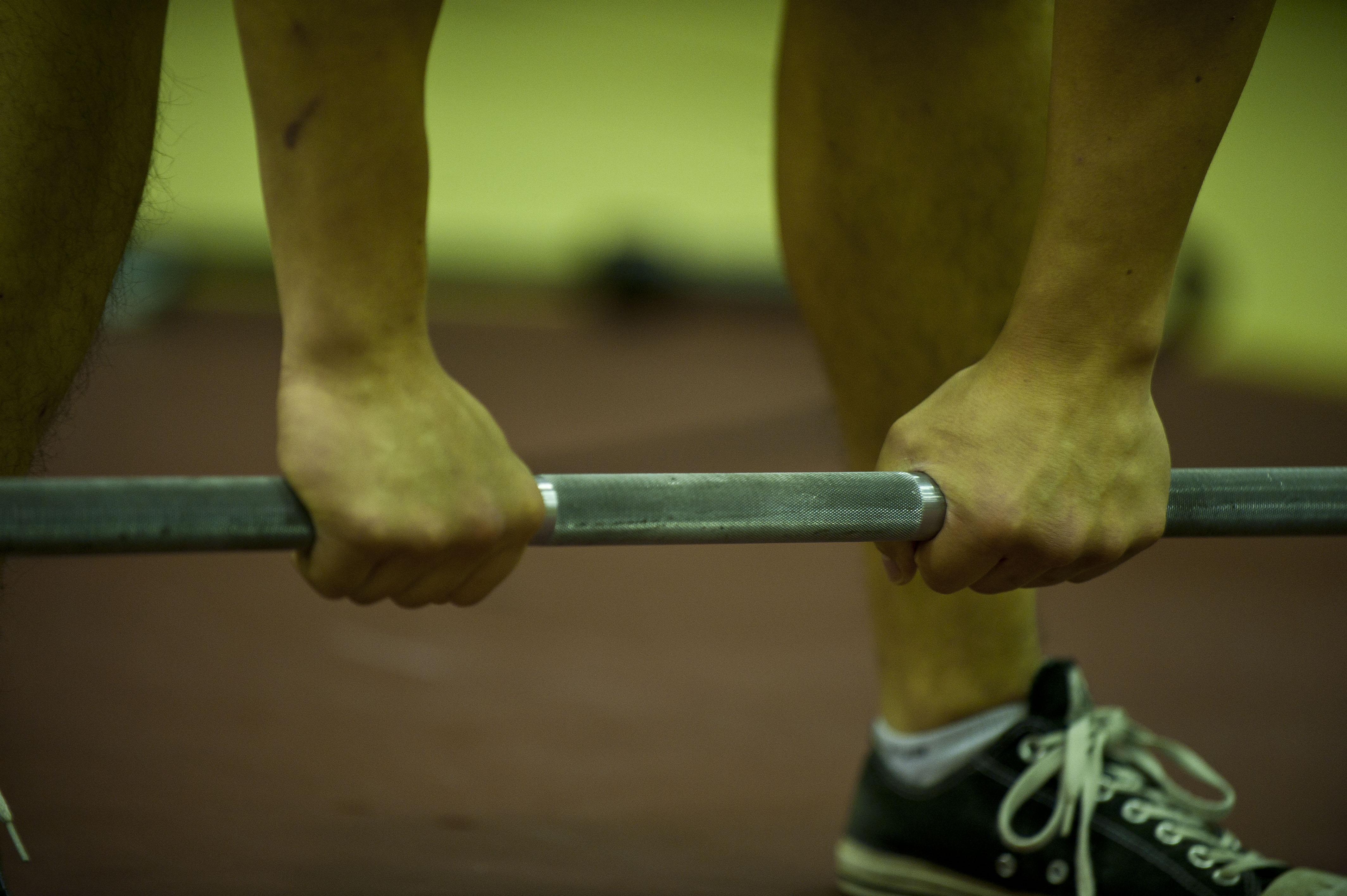
Impugnatura overhand

Esistono due tipi di impugnature: l'overhand (palmo prono) o il mixed overhand-underhand (un palmo prono e uno supino) (chiamato talvolta anche "offset","presa sfalsata", "alternata" o "mista").
A seconda della forza dell'avambraccio, la presa overhand può causare un movimento e una rotazione del carico. La presa mixed overhand-underhand è in grado di neutralizzare questo fenomeno attraverso la "fisica della torsione inversa". La presa mista consente di caricare più peso proprio per il motivo sopracitato.
Per evitare che la sbarra del bilanciere si srotoli dalle mani, alcuni atleti usano una tecnica di sollevamento pesi olimpica chiamata impugnatura a gancio. Questa tecnica è simile alla overhand, ma i pollici sono all'interno, consentendo all'atleta di "agganciarsi" con le dita alla sbarra. L'impugnatura a gancio può rendere più semplice la presa di carichi più pesanti con meno forza di presa e mantiene entrambe le spalle e i gomiti in una posizione simmetrica.
Molti powerlifter usano l'impugnatura overhand per carichi più leggeri per poi passare all'impugnatura mista per carichi più pesanti.
Una presa neutra può essere ottenuta tramite l'utilizzo di una trap bar o quadra bar, che consiste in un bilanciere con sbarra a forma esagonale nel quale l'atleta deve posizionarsi all'interno mantenendo le maniglie laterali.

## Variazioni

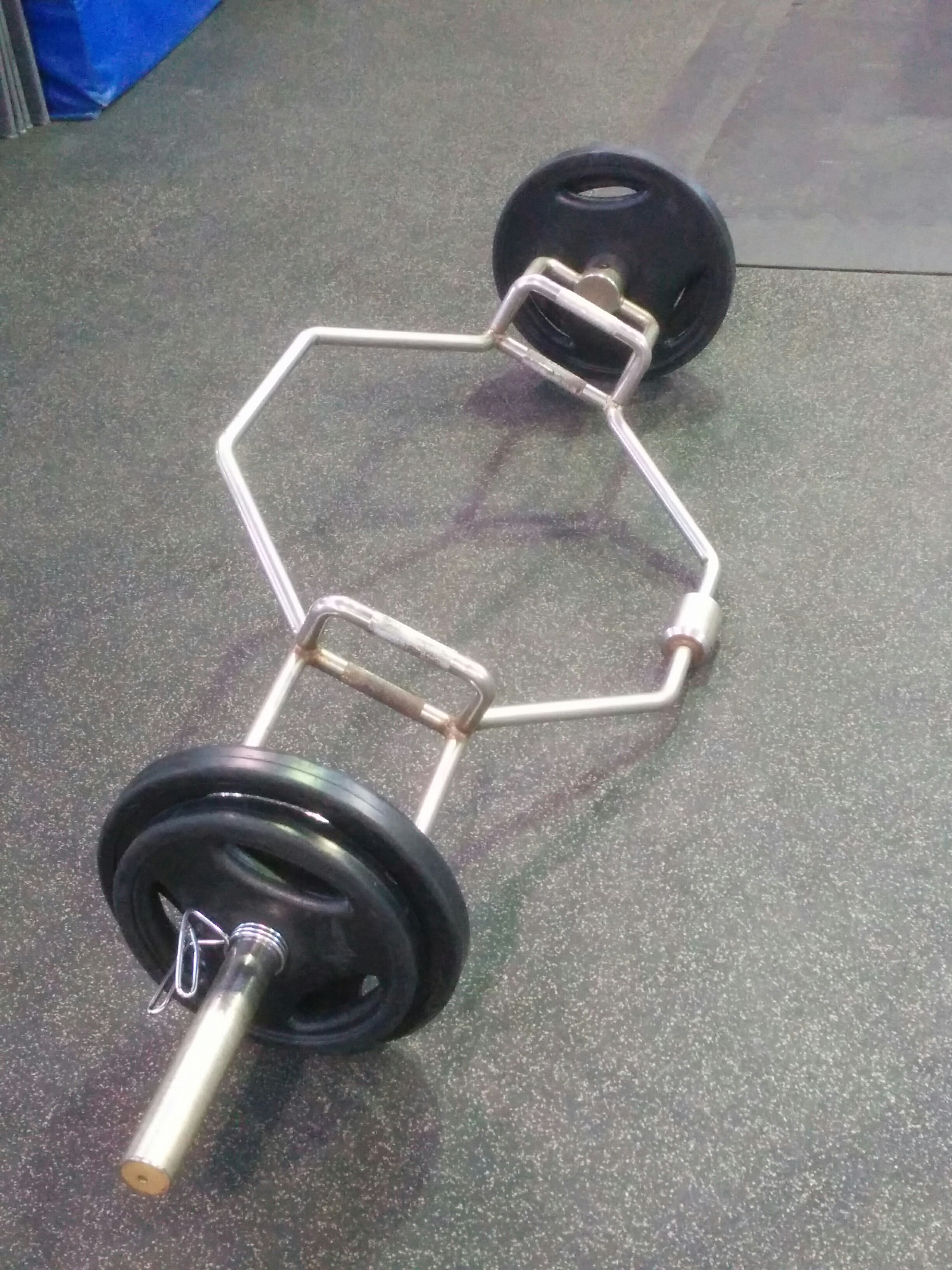
Trap-bar con carico

Esistono numerosi variazioni dello stacco da terra.
- Stacco a gambe rigide: come dice il nome, lo stacco a gambe rigide consiste nell'effettuare l'esercizio mantenendo le ginocchia leggermente piegate e immobili.
- Stacco romeno: è una variante dello stacco a gambe rigide coniato dal sollevatore romeno Nicu Vlad. Iniziando dall'alto e non da terra, viene chiamato anche stacco a peso non morto.[2]
- Stacco sumo: è una variazione dello stacco nella quale ci si avvicina al carico con i piedi più larghi delle spalle e si stringe la sbarra con le braccia strette all'interno delle gambe e si prosegue con la procedura corretta. Rispetto allo stacco tradizionale, il sumo pone maggiore sforzo sui glutei, i muscoli posteriori della coscia, i fianchi, i quadricipiti con un minore impatto sugli erettori spinali e sulla spina dorsale. I sollevatori con ferite o dolori sulla schiena possono praticare lo stacco sumo in alternativa allo stacco tradizionale.
- Stacco con trap bar: consiste nell'utilizzo di una trap bar o quadra bar, cioè un bilanciere normale ma con sbarra esagonale e non retta. Per eseguire lo stacco con l'ausilio della trap-bar l'atleta deve entrare nell'esagono formato dalla sbarra ed effettua lo stacco afferrando le maniglie apposite.[3]

## Primati mondiali
- Attualmente il record ufficiale di stacco da terra è di 505 kg ed appartiene a Thor Björnsson.
- Il record, invece, utilizzando una Elephant Bar ed i cinturini da polso è di 474 kg (1.043 lb) ed appartiene a  Thor Björnsson (Arnold Classic 2019);
- Il carico maggiore sollevato da una donna è stato di 305 kg effettuato da Becca Swanson.[4]

## Muscoli coinvolti
Lo stacco da terra coinvolge molti gruppi muscolari:
- La forza della presa e il muscolo sacrospinale lavorano isometricalmente per tenere la sbarra ferma nelle mani e impedire alla colonna vertebrale di ruotare.
- I glutei e i muscoli ischiocrurali lavorano per estendere l'anca.
- I quadricipiti lavorano per estendere il ginocchio.
- Il muscolo adduttore lavora per stabilizzare le gambe.

Lo stacco da terra attiva anche una grande gamma di muscoli individuali:
- Torso
  - Torace
    - Addome
      - Muscolo retto dell'addome
      - Muscolo obliquo interno
      - Muscolo obliquo esterno

  - Schiena
    - Muscolo splenio del collo
    - Muscolo grande rotondo
    - Muscolo trapezio
    - Muscolo ileocostale
    - Muscoli intertrasversari
    - Muscolo grande dorsale
    - Muscolo elevatore della scapola
    - Muscolo lunghissimo
    - Muscolo quadrato dei lombi
    - Muscolo grande romboide
    - Muscolo dentato posteriore superiore
    - Muscolo dentato posteriore inferiore
- Gambe
  - Quadricipiti
    - Muscolo retto femorale
    - Muscolo vasto laterale
    - Muscolo vasto intermedio
    - Muscolo vasto mediale

  - Muscoli ischiocrurali
    - Muscolo semitendinoso
    - Muscolo semimembranoso
    - Muscolo bicipite femorale
- Braccia
  - Muscolo bicipite brachiale
  - Capo lungo
  - Capo breve
- Anca
  - Glutei
    - Muscolo grande gluteo
    - Muscolo piccolo gluteo

  - Muscolo piriforme
  - Muscolo gemello superiore
- Avambraccio